# جستجوی عبارت
جستجوی عبارت (به انگلیسی: Phrase search) نوعی جستجو است که به کاربران امکان جستجوی اسناد شامل یک عبارت یا جمله  «به صورت دقیق» را می‌دهد، نه آنکه دنبال اسناد حاوی مجموعه ای از کلیدواژه با ترتیب تصادفی بگردیم. امروزه جستجوی عبارت یکی از فنون مهم در رابطه با بهینه‌سازی محتوای متنی صفحات وب است این بهینه‌سازی طوری انجام می‌شود که امکان یافتن آن توسط فردی که دنبال یک رشته متن مشخص می‌گردد، فراهم گردد. جستجوی عبارت یکی از اصطلاحات معمول در اصطلاح‌شناسی موتور جستجو است. 
این اصطلاح به نحو جستجوی خاصی که در آن علامت کوتیشن (") دور یک عبارت خاص قرار می‌گیرد تا نشان دهد که شما می‌خواهید نمونه‌های همانی آن پرسمان جستجو را بیابید، نیز اشاره دارد.